# Poções
Poções – miasto w Brazylii leżące w stanie Bahia.
Obszar miasta liczący 962.857 km² zamieszkiwało w 2006 roku 48 865 ludzi.
Poções założone zostało 28 czerwca 1880 roku.